# Nivel de potencia acústica
Nivel de potencia acústica, parámetro que mide la forma en que es percibida la potencia acústica, es decir, el volumen.
Las personas no perciben de forma lineal el cambio (aumento/disminución) de la potencia conforme se acercan/alejan de la fuente. La percepción de la potencia es una sensación que es proporcional al logaritmo de esa potencia. Esta relación logarítmica es el nivel de potencia acústica:
{\displaystyle {L_{W}}=10\cdot \log {\frac {W_{1}}{W_{0}}}}
en donde W1 es la potencia a estudiar, y W0 es la potencia umbral de audición, que expresada en unidades del SI, equivale a {\displaystyle 10^{-12}} vatios o 1 pW, y que se toma como referencia fija.
La unidad para medir este sonido sería el belio (o Bel) (B), pero como es una unidad muy grande, se utiliza normalmente su submúltiplo, el decibelio (dB), por lo que para obtener el resultado directamente habría que multiplicar el segundo término de la fórmula por 10.
Para sumar sonidos no es correcto sumar los valores de los niveles de potencia o de presión: han de sumarse las potencias o las presiones que los originan. Así, dos fuentes de sonido de 21 dB no dan 42 dB sino 24 dB.
En este caso se emplea la fórmula:
{\displaystyle L_{pres}=10\cdot \log _{10}(10^{\frac {X_{1}}{10}}+10^{\frac {X_{2}}{10}}+...)} (dB)
O lo que es lo mismo:
{\displaystyle L_{pres}=10\cdot \log _{10}\left(antilog\left({\frac {X_{1}}{10}}\right)+antilog\left({\frac {X_{2}}{10}}\right)+...\right)} (dB)
En las que {\displaystyle L_{pres}}, es el nivel de presión resultante y {\displaystyle X_{n}} son los valores de los niveles de presión a sumar, expresados en decibelios. Las fórmulas convierten los niveles en sus expresiones físicas (potencia o presión y, tras sumar éstas, vuelve a hallar la expresión del nivel sumado.